# Перелік інфекційних хвороб людини
|  | Службовий список статей, створений для координації робіт з розвитку теми. Це попередження не встановлюється на інформаційні списки і глосарії. |

## Інфекційні хвороби, які підлягають регуляції Міжнародними медико-санітарними правилами 2005р. (в Україні— особливо небезпечні хвороби)[1]
- Натуральна віспа[2].
- Поліомієліт[3].
- Грип[4]
- Тяжкий гострий респіраторний синдром.
- Холера.
- Чума[5].
- Жовта гарячка.
- Хвороба, яку спричинює вірус Марбург.
- Гарячка Ласса.
- Хвороба, яку спричинює вірус Ебола.
- Гарячка Західного Нілу.
- Хвороба, яку спричинює вірус Зіка.
- Коронавірусна хвороба 2019 (COVID-19).
- Гарячка денге[6].
- Гарячка Рифт Валлі[6].
- Менінгококова інфекція[6].

## Інфекційні хвороби з переважно фекально-оральним механізмом передачі
- Бактеріальні:

- Черевний тиф.
- Паратифи А, В, С.
- Сальмонельоз.
- Гастроентерити, які спричинюють встановлені бактеріальні збудники (харчові токсикоінфекції, харчові бактерійні отруєння тощо):

- кишкові палички,
- аеробактери,
- стафілококи,
- стрептококи,
- синьогнійна паличка,
- ентеробактерії (представники родів Proteus, Citrobacter, Cronobacter, Enterobacter, Hafnia, Klebsiella, Plesiomonas, Serratia тощо)
- ентерококи,
- бактероїди,
- клостридії та інші мікроорганізми.

- Ботулізм.
- Шигельоз.
- Кампілобактеріоз.
- Єрсиніоз кишковий.
- Псевдотуберкульоз.
- Лістеріоз

- Вірусні інфекції з переважним ураженням травної системи:

- Ротавірусна інфекція;
- Інфекція, яку спричинює вірус Норуолк та Норуолк-подібні віруси (норовірусна інфекція);
- інфекція, яку спричинюють інші віруси (каліцивіруси, торовіруси, не ротавірусні реовіруси, астровіруси тощо);
- Ентеровірусні інфекції.

- Хвороби, які спричинюють найпростіші:

- Амебіаз.
- Балантидіаз.
- Лямбліоз.
- Ізоспороз.
- Криптоспоридіоз.
- Токсоплазмоз.
- Циклоспороз

- Гельмінтози:

- які спричинюють нематоди — нематодози (ентеробіоз, аскаридоз, трихоцефальоз, трихінельоз, дирофіляріоз тощо),
- які спричинюють цестоди — цестодози (теніоз, теніаринхоз, ехінококоз, дифілоботріоз тощо),
- які спричинюють трематоди — трематодози (опісторхоз, клонорхоз тощо).

Детальніші відомості з цієї теми ви можете знайти в статті Перелік паразитарних хвороб людини.

## Інфекційні хвороби з переважно повітряно-крапельним механізмом передачі
- ГРВІ (гострі респіраторні вірусні інфекції):

- Аденовірусна інфекція.
- Риновірусна інфекція.
- Парагрип.
- Респіраторно-синцитіальна інфекція.
- Коронавірусна інфекція, включаючи близькосхідний коронавірусний респіраторний синдром.
- Бокавірусна інфекція.
- Метапневмовірусна інфекція.

- Респіраторний мікоплазмоз.
- Легіонельоз.
- Орнітоз.
- Кір.
- Краснуха.
- Епідемічний паротит.
- Кашлюк.
- Паракашлюк.
- Скарлатина
- Інфекційна еритема / «п'ята хвороба».
- Дифтерія.
- Бактеріальний тонзилофарингіт, включаючи стрептококовий фарингіт.
- Фузоспірохетозний фарингіт.
- Парвовірусна інфекція.
- Паповавірусна інфекція.
- Герпесвірусні інфекції:

- інфекції, які спричинюють віруси простого герпесу (герпесвіруси людини 1 та 2 типів) — герпес простий.
- вітряна віспа та оперізуючий герпес (хвороби, які спричинює герпесвірус людини 3-го типу).
- інфекція, яку спричинює вірус Епштейна — Барр (герпесвірус людини 4-го типу), включаючи ВЕБ-інфекційний мононуклеоз.
- цитомегаловірусна інфекція (хвороба, яку спричинює цитомегаловірус — герпесвірус людини 5-го типу).
- інфекція, яку спричинює герпесвірус людини 6-го типу,
- інфекція, яку спричинює герпесвірус людини 7-го типу,
- інфекція, яку спричинює герпесвірус людини 8-го типу.

- Віспа мавп.
- Пневмококова інфекція.
- Гемофільна інфекція.
- Гранульоматозний амебний енцефаліт.
- Первинний амебний менінгоенцефаліт (негреліаз).
- Пневмоцистоз.
- Хвороба, яку спричинює вірус Гендра
- Хвороба, яку спричинює вірус Ніпа

## Інфекційні хвороби з передачею через кров внаслідок укусу комахи

### Вірусні
- Кліщовий енцефаліт.
- Японський енцефаліт.
- Колорадська кліщова гарячка.
- Гарячка паппатачі.
- Гарячка Оропуш.
- Крим-Конго геморагічна гарячка.
- Омська геморагічна гарячка.
- Енцефаломієліти:

- Західний енцефаломієліт коней,
- Східний енцефаломієліт коней,
- Венесуельський енцефаломієліт.

- Енцефаліти:

- Каліфорнійський енцефаліт,
- Енцефаліт Сент-Луїс,
- Енцефаліт долини Муррея (австралійський),
- Енцефаліт Росіо.
- Енцефаліт Повассан
- Енцефаліт Ла Кросс

- Чікунгунья.
- О'ньйонг'ньйонг.
- Хвороба К'ясанурського лісу.
- Гарячка Сіндбіс
- Хвороба Погоста (хвороба Окельбо, Карельська гарячка)
- Гарячка лісу Семлікі
- Гарячка лісу Барма
- Гарячка Росс Рівер
- Тяжка гарячка з синдромом тромбоцитопенії

### Бактеріальні
- Рикетсіози:

- Епідемічний висипний тиф і рецидивна його форма — хвороба Брілла—Цінссера.
- Ендемічний висипний (пацючий) тиф.
- Марсельська гарячка.
- Везикульозний рикетсіоз.
- Цуцугамуші.
- Плямиста гарячка Скелястих Гір.
- Австралійський кліщовий рикетсіоз.
- Кліщовий висипний тиф Північної Азії.

- Ерліхіоз.
- Поворотні тифи:

- Епідемічний (вошивий) поворотний тиф.
- Ендемічний (кліщовий) поворотний тиф.

- Хвороба Лайма.
- Бразильська пурпурова гарячка.

### Які спричинюють найпростіші
- Малярія.
- Трипаносомози:

- африканський,
- американський.

- Бабезіоз.
- Лейшманіози:

- вісцеральні,
- шкірні.

## Інфекційні хвороби з переважно контактним механізмом передачі

### Бактеріальні
- Лептоспіроз.
- Правець.
- Гарячки від укусу пацюків:

- Спірильоз або Содоку,
- Стрептобацильоз.

- Бешиха.
- Еризипелоїд.
- Коров'яча віспа.
- Лепра.
- Сибірка
- Бруцельоз
- Трахома.
- Пастерельоз.
- Некробацильоз.
- Актиномікоз.
- Нокардіоз.
- Сап.
- Меліоїдоз.
- Фрамбезія.
- Беджель (невенеричний ендемічний сифіліс).
- Пінта.

### Вірусні
- Сказ (гідрофобія).
- Хантавірусні хвороби:

- геморагічна гарячка з нирковим синдромом
- хантавірусний легеневий синдром.

- Лімфоцитарний хоріоменінгіт.
- Вірусні бородавки.
- Контагіозний молюск.
- Аргентинська геморагічна гарячка (Хунін).
- Болівійська геморагічна гарячка (Мачупо).
- Венесуельська геморагічна гарячка
- Бразильська геморагічна гарячка

### Контагіозні шкірні мікози
- Дерматофітоз
  - Оніхомікоз (Tinea unguium)
- Мікроспорія
- Фавус

### Хвороби, які передаються переважно статевим шляхом
- Сифіліс
- Гонорея (гонококова інфекція)[9],
- Пахова гранульома (венерична гранульома/донованоз),
- М'який шанкр (шанкроїд),
- Хламідійна лімфогранульома (венерична),
- Трихомоніаз

## Вірусні гепатити
- з фекально-оральним механізмом передавання:

гепатит А.
гепатит Е.
- з гемоконтактним механізмом передавання:

гепатит B.
гепатит С.
гепатит D.

## Інфекційні хвороби з рівноцінними різними механізмами передачі
- Туляремія
- Ку-гарячка

## Особливі інфекційні хвороби[10]
- ВІЛ-інфекція/СНІД.
- ВІЛ-асоційовані інфекції й інвазії.
- Стафілококові інфекції.
- Стрептококові інфекції.
- Пріонові хвороби:

- Хвороба Кройцфельда — Якоба,
- куру,
- синдром Герстмана — Штройслера — Шейнкера,
- фатальне сімейне безсоння.

- Бартонельози[11]:

- волинська (траншейна) гарячка,
- системний бартонельоз (гарячка Оройя або хвороба Карріона / перуанська бородавка),
- хвороба котячих подряпин,
- бацилярний (епітеліоїдний) ангіоматоз,
- бацилярний пурпурний гепатит (бацилярний пеліоз).

- Туберкульоз.
- Виразка Бурулі.
- Ящур.
- Педикульоз.
- Короста.
- Міази.
- Інші інфестації.

### Глибокі мікози
- Аспергільоз.
- Бластомікози.
- Криптококоз.
- Гістоплазмоз.
- Кокцидіоідомікоз.
- Мукормікоз.
- Геотрихоз

У МКХ-10 інфекційні хвороби віднесені до розділу А — A00—А99 і В — В00—B99. Через те, що МКХ 10-го перегляду впровадили в медичну практику ще у 1993 році, то у не всі інфекційні хвороби сучасного списку в МКХ-10 перераховані. У 2015 році ВООЗ перевела у другу фазу впровадження 11-й перегляд МКХ, який протестували у польових умовах протягом 2016—2017 років та затвердили на Асамблеї ВООЗ у 2018 році. У тому році ВООЗ  показала МКХ-11 на 144-у засіданні Виконавчої ради у січні 2019 року і затвердила його в рамках 72-ї сесії Всесвітньої асамблеї охорони здоров'я у травні 2019 року із метою подальшого запровадження в усіх країнах. Перехід на нову класифікацію рекомендований ВООЗ з 1 січня 2022 року, перехідний період продовжено до 2027 року.

## Додаткова література
- Інфекційні хвороби (підручник) (за ред. О. А. Голубовської). — Київ: ВСВ «Медицина» (4 видання, перероблене і доповнене). — 2022. — 464 С.; кольор. вид. (О. А. Голубовська, М. А. Андрейчин, А. В. Шкурба та ін.) ISBN 978-617-505-909-8
- Gerald L. Mandell. Mandell, Douglas, and Bennett's Principles and Practice of Infectious Diseases: Expert Consult Premium Edition — Enhanced Online Features and Print (Two Volume Set). — 7th Edition. — USA : Churchill Livingstone, 2009. — 4320 с. — ISBN 978-0443068393. (англ.)
- Estee Torok, Ed Moran, Fiona Cooke. Oxford Handbook of Infectious Diseases and Microbiology (Oxford Medical Handbooks). — 1th Edition. — Oxford, United Kingdom : Oxford University Press, 2009. — 944 с. — (Oxford Medical Handbooks) — ISBN 978-0198569251. (англ.)
- Под ред. Н.Д. Ющука, Ю.Я. Венгерова. Инфекционные болезни: национальное руководство. — Москва : «ГЭОТАР-медиа», 2009. — 1049 с. — («Национальные руководства») — ISBN 978-5-9704-1000-4. (рос.)
- Лобзин Ю.В., Жданов К.В. Руководство по инфекционным болезням в 2-х томах. — Москва : «Фолиант», 2011. — 1408 с. — (Инфекционные и паразитарные болезни) — ISBN 9785939292184. (рос.)